# A sárkány csókja
A sárkány csókja (eredeti cím: Kiss of the Dragon) 2001-ben bemutatott francia–amerikai akcióthriller, melyet Chris Nahon rendezett. A film producere Luc Besson, aki a főszereplő Jet Li ötlete alapján a forgatókönyvet is írta, Robert Kamennel közösen. További fontosabb szerepekben Bridget Fonda és Tchéky Karyo látható.
Az Amerikai Egyesült Államokban 2001. július 6-án, Franciaországban augusztus 1-jén bemutatott film összességében vegyes kritikákat kapott, de bevételi szempontból sikeres volt.

## Rövid történet
A film főszereplője egy kínai titkos ügynök, Liu, aki Párizsba érkezik egy küldetéssel. Amikor a helyi korrupt rendőrfelügyelő gyilkossággal vádolja meg, menekülni kényszerül. 

## Cselekmény
|  | Alább a cselekmény részletei következnek! |

Liu (Jet Li) kínai titkos ügynök, akit azért küldenek Párizsba, hogy segítsen Richard felügyelőnek (Tchéky Karyo) elfogni egy kínai heroincsempészt, Mr. Big-et. Az akció során Mr. Big életét veszti, amikor egy felbérelt prostituált leszúrja őt, a korrupt és erőszakos Richard pedig Liu fegyverével mindkettejükkel végez és ezután Liu-t vádolja meg a gyilkosságokkal. Az egyetlen szemtanú a másik prostituált, Jessica (Bridget Fonda), akinek lányát, Isabelt Richard korábban elrabolta és a nőt teste árusítására kényszeríti. Liu megszerzi a biztonsági kamera felvételeit, melyekkel tisztázhatja magát és elmenekül a helyszínről.
Hamarosan egy véletlennek köszönhetően találkozik Jessicával, akit felismer a balul elsült küldetésről. A nő bizonyíthatná ártatlanságát, de erre csak akkor hajlandó, ha előbb lányát biztonságban tudhatja Richard elől. Miután Jessica lövést kap és kórházba kerül, Liu elindul, hogy megmentse Isabelt. Betör a rendőrségre, ahol Richard fogságban tartja a kislányt, ártalmatlanná teszi a rendőrfelügyelő csatlósait és eljut Richard irodájába. A felügyelő meglövi Liu-t, aki egy akupunktúrás tűt szúr a férfi tarkójába, a „sárkány csókjának” nevezett pontba, mely agyi aneurizmát és ezáltal fájdalmas halált okoz. 
Küldetése befejezéseként Liu Isabellel együtt visszatér a kórházban lábadozó Jessicához.

## Szereplők
| Színész         | Szerep                        | Magyar hang            | Magyar hang                 |
| Színész         | Szerep                        | - 1. szinkron - (2001) | - 2. szinkron - (2003–2004) |
| --------------- | ----------------------------- | ---------------------- | --------------------------- |
| Jet Li          | Liu Siu-jian                  | Kálloy Molnár Péter    | Háda János                  |
| Bridget Fonda   | Jessica Kamen                 | Szalay Marianna        | Kisfalvi Krisztina          |
| Tchéky Karyo    | Jean-Pierre Richard felügyelő | Székhelyi József       | Barbinek Péter              |
| Ric Young       | Mr. Big                       | Maróti Gábor           | N/A                         |
| Burt Kwouk      | Tai bácsi                     | Vizy György            | Izsóf Vilmos                |
| Max Ryan        | Lupo                          | Ifj. Jászai László     | N/A                         |
| Kentaro         | Chen                          | Csőre Gábor            | N/A                         |
| Laurence Ashley | Aja                           | Varga Klára            | N/A                         |
| Cyril Raffaelli | Iker #1                       | nem szólal meg         | nem szólal meg              |
| Didier Azoulay  | Iker #2                       | nem szólal meg         | nem szólal meg              |
| John Forgeham   | Max                           | Ujlaki Dénes           | Kardos Gábor                |
| Paul Barrett    | pilóta                        | Németh Gábor           | N/A                         |
| Colin Prince    | Lupo verőembere               | nem szólal meg         | nem szólal meg              |
| Vincent Wong    | Tang nagykövet                | Botár Endre            | N/A                         |

## A film készítése
A filmet Li azon rajongóinak szánta, akik elégedetlenek voltak korábbi munkáival a speciális effektek és a drótkötélhasználat miatt. A film csupán néhány jelenetben alkalmaz számítógépes animációt és csupán egy jelenetben drótköteles rásegítést. A végső harcjelenetnél a rendezőnek meg kellett kérnie Lit és Cyril Raffaellit, hogy lassítsák le a mozdulataikat, mert normál filmsebesség mellett a kamera képtelen volt követni mozdulataik gyorsaságát.